# Wojciech Jastrzębowski
Wojciech Jastrzębowski (9 avril 1799-30 décembre 1882) est un ingénieur et naturaliste polonais, considéré comme le fondateur du terme et du concept de l'Ergonomie.
 « Origines historiques de l'ergonomie et de l'ergologie », François Vatin (2006)

## Œuvre et apport
En 1857, Il définit ainsi l'Ergonomie : « Par ce terme Ergonomie, dérivé du grec “Ergon” (travail) et “Nomos” (principe ou loi) nous désignons la science du travail qui est l'usage des forces et des facultés dont l'homme a été doté par son Créateur. La Science du travail, comprise dans l'acception la plus large du terme “travail” peut être divisée en deux principales disciplines :
- la science du travail utile, du travail qui améliore ou qui est louable, par quoi nous entendons l'usage des forces et facultés dont l'homme a été doté par son Créateur ou leur usage pour le bien commun
- la science du travail malfaisant, du travail qui détériore ou du travail indigne par laquelle nous entendons l'usage contraire (ou l'intention d'usage contraire) desdites forces et facultés.»

## Postérité
L'œuvre publiée en polonais ne connait qu'une diffusion restreinte.
Par ailleurs François Vatin pointe que cette définition pose question : « Quel peut-être au XIXe siècle le contenu possible d'une science du travail ? Le décalage dans l'usage du terme par rapport à son sens moderne resulte moins du caractère plus théologique que scientifique de sa démarche que de l'acception qu'il donne au terme “travail”. L'usage fait du terme ergonomie témoigne - comme il le dit dans le passage cité plus haut - du champ sémantique très large de la notion de travail qui irrigue la pensée du XIXe siècle et que l'on peut voir à l'œuvre chez les ingénieurs (le travail vu comme concept mécanique) ou les physiologistes (la division physiologique du travail telle que vue par Henri Milne Edwards). »
De la sorte, compte tenu de la pensée dominante de l'époque et comme l'expose Augustin Cournot, l'“universalité” du travail se fond, est subordonné aux lois du monde physique, biologique et social :  « Ex nihilo, nihil ; aucune force (mécanique ou autre) ne se crée de toutes pièces ; toute production ou dépense de force implique la dépense ou la reproduction de forces congénères en dose équivalente. Sous l'empire de ce principe, la science de la nature prend un air de grande ressemblance avec nos théories industrielles ou économiques ; l'homme en travaillant sur une échelle réduite se conforme aux lois du travail qui se fait sans relâche dans l'immense laboratoire de la nature».
Enfin, l'existence d'un terme connexe - l'Ergologie - créé par Ernst Haeckel ne facilite pas la convergence des points de vue chez les théoriciens comme les praticiens et sera largement employé entre les deux guerres notamment en France, Belgique, Italie et Suisse.
Ce n'est qu'après la Seconde Guerre mondiale, que le vocabulaire se fixe au profit de l'Ergonomie, qui parvient à se doter d'une assise plus institutionnelle et plus solide : Le Gallois K.H. Murrel, assisté d'un physiologiste (Floyd) et d'un psychologue (Westford), réintroduit le terme utilisé par Jastrzebowski à l'occasion du congrès Fondateur de la première société d'ergonomie en 1949 : l'Ergonomics Research Society - ERS - devenue par suite l'Ergonomics Society.